# Vincey
Vincey est une commune française située dans le département des Vosges, en région Grand Est.
Ses habitants sont appelés les Vincéens et plus familièrement les Pieds de Choux, la culture du chou étant autrefois importante.

## Géographie

### Localisation
Vincey se situe sur une colline ou terrasse alluviale dominant légèrement en rive gauche la vallée aménagée de la Moselle et le canal de l'Est qui la suit également en rive gauche. 
Portieux occupe la rive droite en vis-à-vis de Vincey.
| Charmes Brantigny Ubexy | Essegney Langley | Portieux |
| Evaux-et-Menil          | Vincey           | Nomexy   |
| Bettegney-Saint-Brice   | Frizon           | Nomexy   |

### Géologie et relief
Le plateau à l'ouest de Vincey est formé de terrains du Muschelkalk ou « calcaire coquillier ». En contrebas de ces terrains existaient deux amas modestes de tuf calcaire, signalés par Henri Hogard en 1846. Les amoncellements - ces deux monceaux de roches blanches connus de temps immémorial dans la prairie de Vincey - ne dépassent pas un diamètre moyen de 20 mètres pour une puissance de 2 à 3 mètres. L'hypothèse scientifique commune, au-delà de la croyance antique en des masse d'os pétrifiés, postule l'existence autrefois de sources incrustantes qui, ayant dissous en profondeur du carbonate de chaux CaCO3 en solution, le reprécipite en libérant par évaporation le dioxyde de carbone une fois parvenu à l'atmosphère. Des mamelons coniques de tuf calcaire se forment, enveloppant ou piègeant les matières présentes. Le docteur G. Bleicher a récolté une faune variée : Helix fruticum, Hyalina cellaria, Pupa muscorum, Lymneus pereger, Lymneus palustris, Planorbis rotundatus.

### Hydrographie et eaux souterraines
Hydrogéologie et climatologie : Système d’information pour la gestion des eaux souterraines du bassin Rhin-Meuse :
Territoire communal : Occupation du sol (Corinne Land Cover) ; Cours d'eau (BD Carthage),
Géologie : Carte géologique ; Coupes géologiques et techniques,
 Hydrogéologie : Masses d'eau souterraine ; BD Lisa ; Cartes piézométriques.

#### Réseau hydrographique
La commune est située dans le bassin versant du Rhin, au sein du bassin Rhin-Meuse. Elle est drainée par le ruisseau d'Aubiey, le ruisseau de la Laumont et le ruisseau de Vincey,.

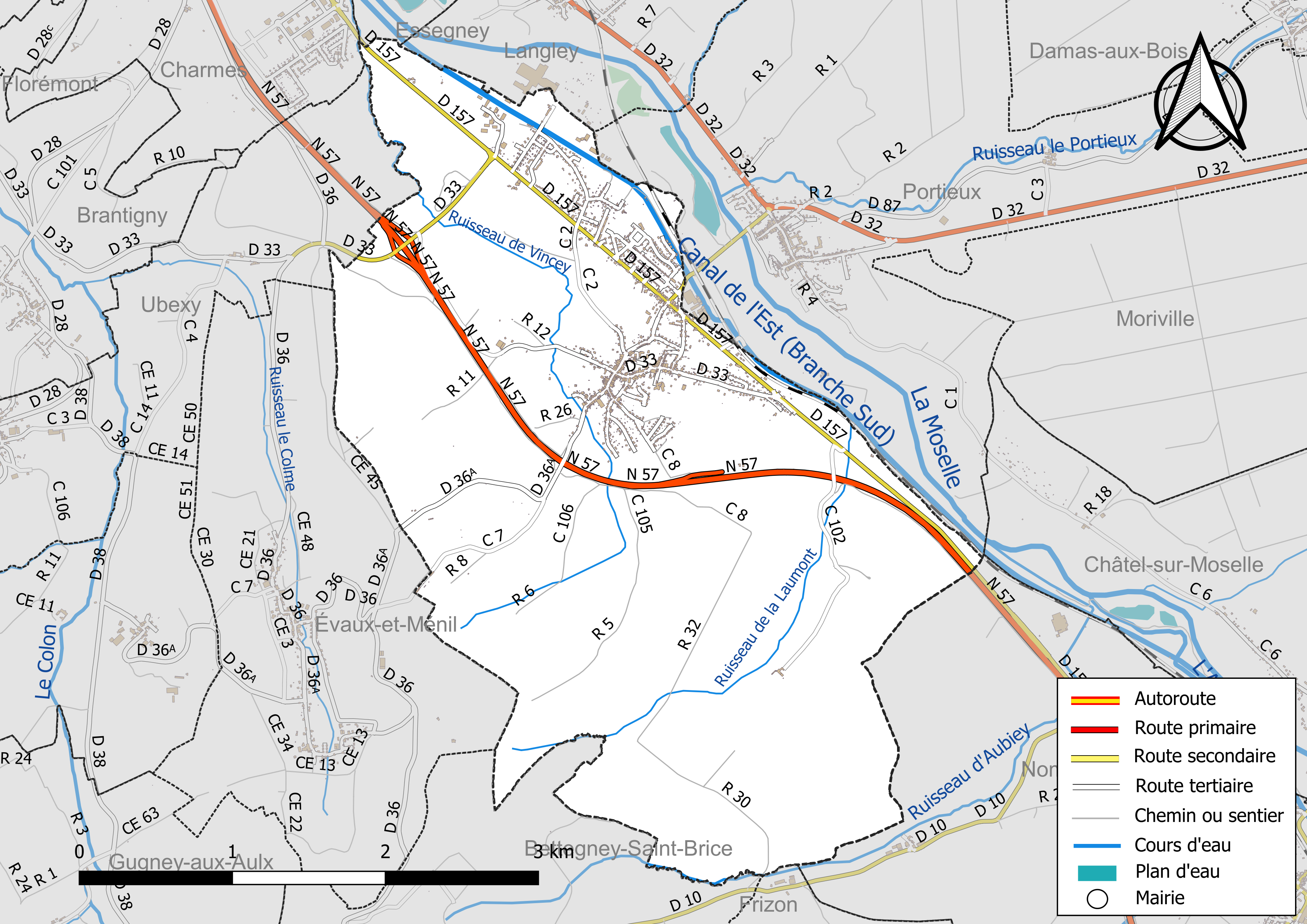
Réseaux hydrographique et routier de Vincey.

#### Gestion et qualité des eaux
Le territoire communal est couvert par le schéma d'aménagement et de gestion des eaux (SAGE) « Nappe des Grès du Trias Inférieur ». Ce document de planification, dont le territoire comprend le périmètre de la zone de répartition des eaux de la nappe des Grès du trias inférieur (GTI), d'une superficie de 1 497 km2,  est en cours d'élaboration. L’objectif poursuivi est de stabiliser les niveaux piézométriques de la nappe des GTI et atteindre l'équilibre entre les prélèvements et la capacité de recharge de la nappe. Il doit être cohérent avec les objectifs de qualité définis dans les SDAGE Rhin-Meuse et Rhône-Méditerranée. La structure porteuse de l'élaboration et de la mise en œuvre est le conseil départemental des Vosges.
La qualité des cours d’eau peut être consultée sur un site dédié géré par les agences de l’eau et l’Agence française pour la biodiversité.

### Climat
Pour des articles plus généraux, voir Climat du Grand Est et Climat des Vosges.
En 2010, le climat de la commune est de type climat des marges montargnardes, selon une étude du Centre national de la recherche scientifique s'appuyant sur une série de données couvrant la période 1971-2000. En 2020, Météo-France publie une typologie des climats de la France métropolitaine dans laquelle la commune est exposée à un climat semi-continental et est dans la région climatique  Lorraine, plateau de Langres, Morvan, caractérisée par un hiver rude (1,5 °C), des vents modérés et des brouillards fréquents en automne et hiver. 
Pour la période 1971-2000, la température annuelle moyenne est de 9,6 °C, avec une amplitude thermique annuelle de 17 °C. Le cumul annuel moyen de précipitations est de 893 mm, avec 12,2 jours de précipitations en janvier et 10 jours en juillet. Pour la période 1991-2020, la température moyenne annuelle observée sur la station météorologique de Météo-France la plus proche, « Mirecourt-inra », sur la commune de Mirecourt à 15 km à vol d'oiseau, est de 10,4 °C et le cumul annuel moyen de précipitations est de 824,3 mm. 
La température maximale relevée sur cette station est de 39,5 °C, atteinte le 25 juillet 2019 ; la température minimale est de −19,5 °C, atteinte le 20 décembre 2009,,. 
Les paramètres climatiques de la commune ont été estimés pour le milieu du siècle (2041-2070) selon différents scénarios d'émission de gaz à effet de serre à partir des nouvelles projections climatiques de référence DRIAS-2020. Ils sont consultables sur un site dédié publié par Météo-France en novembre 2022.

## Urbanisme

### Typologie
Au 1er janvier 2024, Vincey est catégorisée bourg rural, selon la nouvelle grille communale de densité à sept niveaux définie par l'Insee en 2022.
Elle appartient à l'unité urbaine de Vincey, une unité urbaine monocommunale constituant une ville isolée,. Par ailleurs la commune fait partie de l'aire d'attraction d'Épinal, dont elle est une commune de la couronne,. Cette aire, qui regroupe 118 communes, est catégorisée dans les aires de 50 000 à moins de 200 000 habitants,.

### Occupation des sols
L'occupation des sols de la commune, telle qu'elle ressort de la base de données européenne d’occupation biophysique des sols Corine Land Cover (CLC), est marquée par l'importance des forêts et milieux semi-naturels (44,1 % en 2018), une proportion identique à celle de 1990 (44,1 %). La répartition détaillée en 2018 est la suivante : 
forêts (43,7 %), prairies (43,5 %), zones urbanisées (10,6 %), zones industrielles ou commerciales et réseaux de communication (1,4 %), terres arables (0,3 %), milieux à végétation arbustive et/ou herbacée (0,3 %), zones agricoles hétérogènes (0,2 %). L'évolution de l’occupation des sols de la commune et de ses infrastructures peut être observée sur les différentes représentations cartographiques du territoire : la carte de Cassini (XVIIIe siècle), la carte d'état-major (1820-1866) et les cartes ou photos aériennes de l'IGN pour la période actuelle (1950 à aujourd'hui).

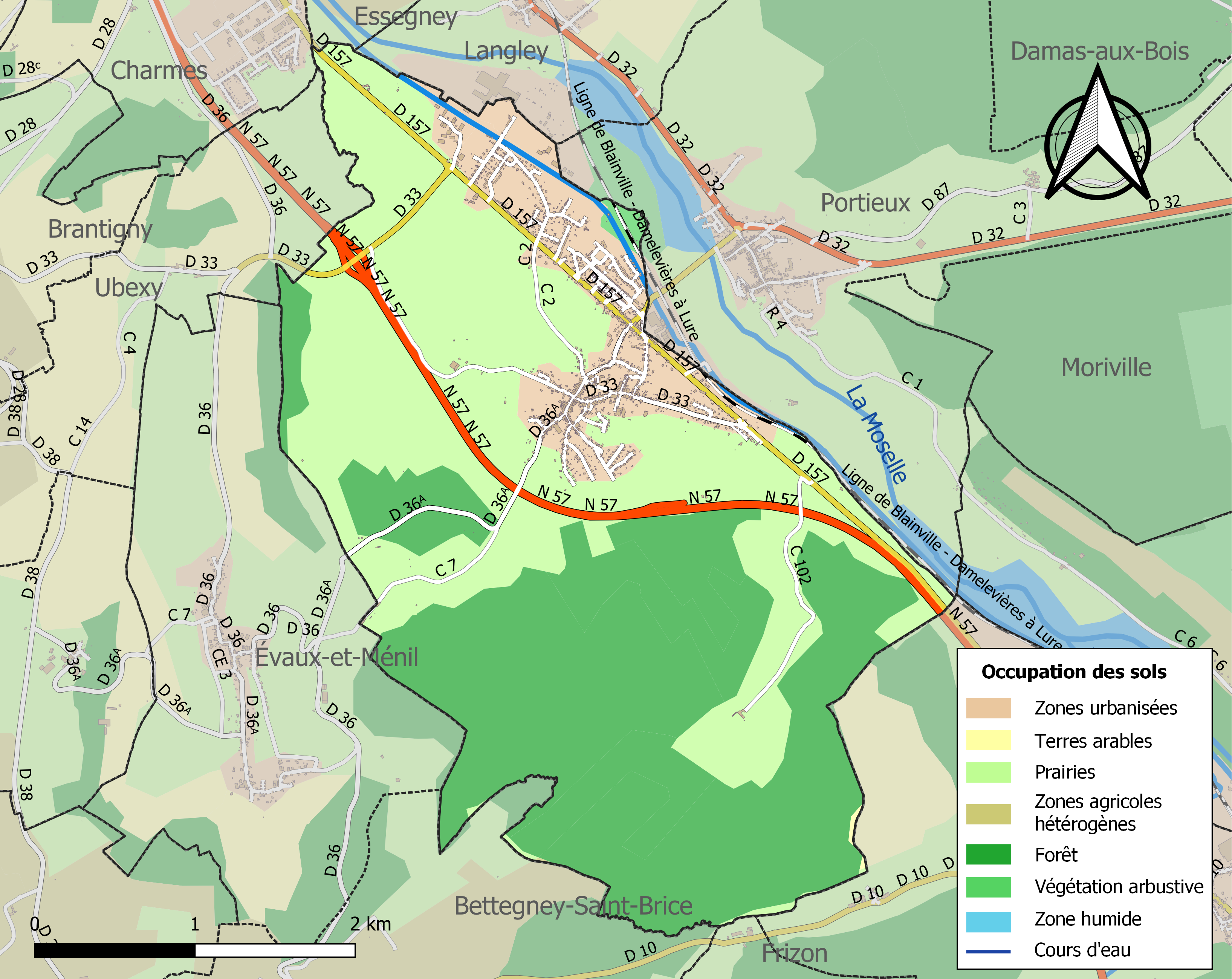
Carte des infrastructures et de l'occupation des sols de la commune en 2018 (CLC).

### Voies de communication et transports

#### Voies routières
Vincey est desservie par deux routes qui traversent le département des Vosges du nord au sud : la N 57 et la D 157. 

#### Transports en commun
- Fluo Grand Est.

#### Lignes SNCF
- Il existe aussi la Gare de Vincey qui se trouve sur le territoire de Portieux.

## Toponymie
Le nom de la localité est attesté sous les formes Vincei (1003) ; Ad Uinciaco (1003) ; De Vinciaco (1113) ; De Vinceio (XIIIe siècle) ; Vencey delés Charmes (1308) ; « Villes d’Encegneix et des Vincey » (1335) ; Wincy (1335) ; De Vinceyo (1402) ; Des Venceis (1413) ; Vencey (1444) ; Vancey (1458) ; Vensey (1656) ; Veincey (1700) ; Vensiacus (1758).

On trouve une première mention de Vincey en 708, sous la forme de Vinciaco[réf. nécessaire]. Il s'agirait en fait du prénom latin Vintius suivi de acum, ou bien du nom latin Vinicius où le -i bref aurait disparu, donnant ainsi Vincius. Plus tard, le nom de Vincey est mentionné Vincei dans un diplôme du roi de Germanie Henri II du 22 octobre 1003 où sont énumérés les biens du chapitre d’Épinal.

## Histoire
Cet inventaire demandé par la maison d'Ardennes à l'origine de la fondation d'Épinal, notamment de sa dimension religieuse avec le monastère féminin saint Goery, nomme l'église du lieu en langue romane. Le texte latin précise qu'à proximité ou à côté, une localité soit ad vinciaco compte vingt habitations. En 1013, Thierry, évêque de Metz, confirme ces biens du chapître des chanoinesses spinaliennes. Vincey y apparaît sous la forme lapidaire de vinciaco.
Le toponyme latin vinciacus indique en 708 une terre fertile, habitée et de bon rapport, car elle est l'objet d'un échange entre le comte Vulfoa(l)dus et l'évêque de Metz, Sigisbald. L'évêque messin les reçoit en échange de ses terres du diocèse de Verdun.
Au XIIIe siècle, il apparaît sous la forme latine de Vinceio. Puis il se nomme en dialecte lorrain Vencey delès Charmes en 1308, pour signaler sa dépendance économique avec Charmes. Vincey faisait partie dans le bailliage de Vouge ou Vosge, de la prévôté de Charmes. Vancey les Charmes est d'ailleurs mis en gage par l'évêque de Metz, Renaud de Bar, à Charles de Lunéville pour 200 petits tournois noirs. Renaud de Bar en quête effrénée d'argent n'a certes pas mis que cette terre en gage, mais quasiment l'ensemble de son domaine temporel.
En 1335, un texte mentionne l'orthographe actuelle en dialecte lorrain, associant d'ailleurs les villes (domaines) d'Encegneix et de Vincey. La même année, le tabellion écrit Vincy, montrant la fluctuation de l'orthographe et de la prononciation telle qu'elle est perçue à son oreille. En 1402, la graphie de Vinceyo montre une forme archaïque, appréciée peut-être pour sa fausse apparence latine.
Au XVe siècle, Vincey est devenue une enclave de la prévôté d'Épinal entre celle de Charmes et celle, d'ailleurs indépendante du duché de Lorraine puisqu'elle appartenait à la seigneurie bourguignonne des Neufchâtel, de Châtel.
La cure était autrefois à la collation de l’abbesse des chanoinesses d'Épinal.
À la fin de l'Ancien Régime, la cure dépend du diocèse de Saint-Dié et du doyenné de Jorxey.

## Politique et administration

### Budget et fiscalité 2022

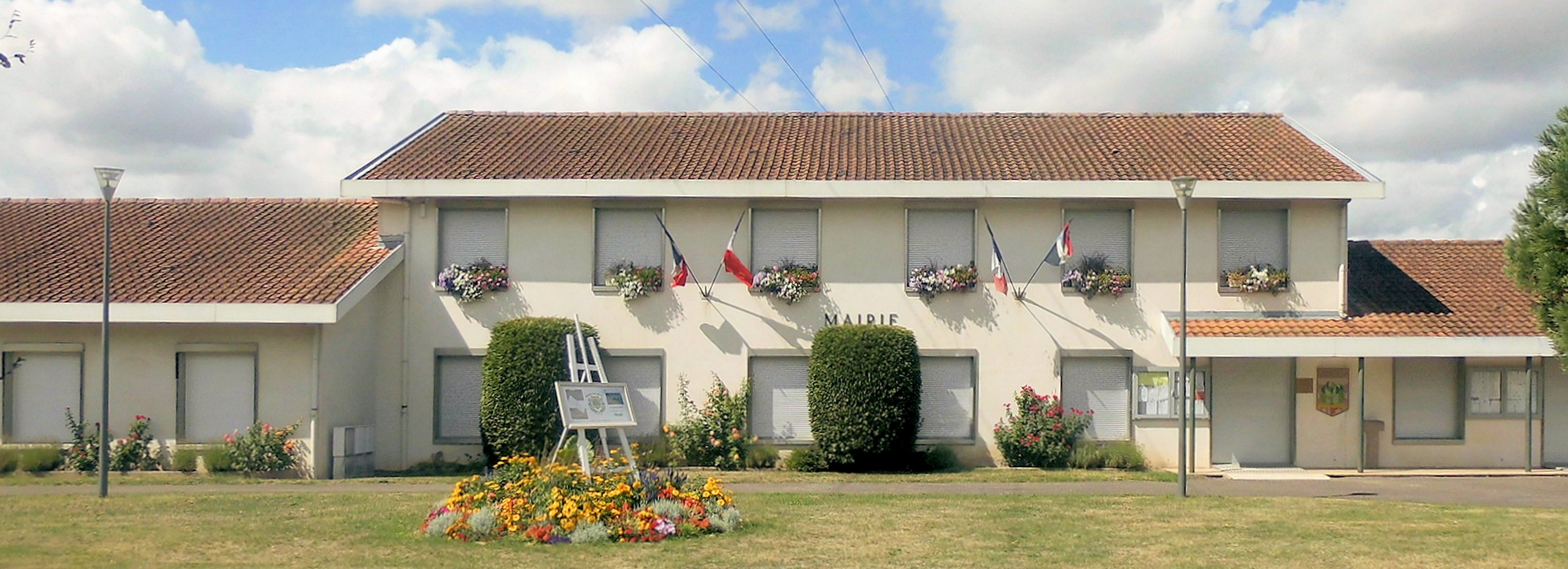
La mairie.

En 2022, le budget de la commune était constitué ainsi :
- total des produits de fonctionnement : 2 112 000 €, soit 953 € par habitant ;
- total des charges de fonctionnement : 1 613 000 €, soit 728 € par habitant ;
- total des ressources d'investissement : 239 000 €, soit 108 € par habitant ;
- total des emplois d'investissement : 423 000 €, soit 191 € par habitant ;
- endettement : 662 000 €, soit 299 € par habitant.

Avec les taux de fiscalité suivants :
- taxe d'habitation : 9,49 % ;
- taxe foncière sur les propriétés bâties : 36,00 % ;
- taxe foncière sur les propriétés non bâties : 25,00 % ;
- taxe additionnelle à la taxe foncière sur les propriétés non bâties : 0,00 % ;
- cotisation foncière des entreprises : 0,00 %.

Chiffres clés Revenus et pauvreté des ménages en 2021 : médiane en 2021 du revenu disponible, par unité de consommation : 20 840 €.

### Liste des maires

#### Élections municipales 2014
Gilbert Didierjean, maire sortant, a décidé ne pas se présenter à sa propre succession. Ainsi, deux listes ont vu le jour. L'une, menée par Michel Mantel, est intitulée « Vincey de toutes nos forces ». La seconde, avec Paul Thiébaut en tête de liste, a pour ambition de « Vivre ensemble autrement ».

### Intercommunalité
Vincey fait partie de la communauté d'agglomération d'Épinal.

## Population et société

### Démographie

#### Évolution démographique
L'évolution du nombre d'habitants est connue à travers les recensements de la population effectués dans la commune depuis 1793. Pour les communes de moins de 10 000 habitants, une enquête de recensement portant sur toute la population est réalisée tous les cinq ans, les populations de référence des années intermédiaires étant quant à elles estimées par interpolation ou extrapolation. Pour la commune, le premier recensement exhaustif entrant dans le cadre du nouveau dispositif a été réalisé en 2006.

En 2022, la commune comptait 2 073 habitants, en évolution de −5,56 % par rapport à 2016 (Vosges : −2,96 %, France hors Mayotte : +2,11 %).
| 1793 | 1800 | 1806 | 1821 | 1831  | 1836 | 1841  | 1846  | 1856  |
| ---- | ---- | ---- | ---- | ----- | ---- | ----- | ----- | ----- |
| 763  | 810  | 825  | 903  | 1 024 | 994  | 1 062 | 1 017 | 1 040 |

| 1861  | 1866  | 1876 | 1881 | 1886 | 1891  | 1896  | 1901  | 1906  |
| ----- | ----- | ---- | ---- | ---- | ----- | ----- | ----- | ----- |
| 1 004 | 1 009 | 937  | 936  | 887  | 1 042 | 1 438 | 1 374 | 1 517 |

| 1911  | 1921  | 1926  | 1931  | 1936  | 1946  | 1954  | 1962  | 1968  |
| ----- | ----- | ----- | ----- | ----- | ----- | ----- | ----- | ----- |
| 1 538 | 1 840 | 1 911 | 1 994 | 1 711 | 1 854 | 1 865 | 2 145 | 2 094 |

| 1975  | 1982  | 1990  | 1999  | 2006  | 2011  | 2016  | 2021  | 2022  |
| ----- | ----- | ----- | ----- | ----- | ----- | ----- | ----- | ----- |
| 2 284 | 2 205 | 2 198 | 2 159 | 2 250 | 2 255 | 2 195 | 2 112 | 2 073 |

### Enseignement
Établissements d'enseignements : 
- Écoles maternelles et primaires à  Vincey, Portieux, Évaux-et-Ménil, Langley, Brantigny.
- Collèges à Charmes, Châtel-sur-Moselle, Thaon-les-Vosges, Dompaire, Mirecourt.
- Lycées à Thaon-les-Vosges, Mirecourt, Épinal.

### Santé
Professionnels et établissements de santé :
- Médecins à Vincey, Nomexy, Charmes, Châtel-sur-Moselle.
- Pharmacies à Vincey, Portieux, Nomexy, Charmes.
- L'hôpital le plus proche est le centre hospitalier Émile-Durkheim situé dans la ville voisine d'Épinal.

### Cultes
- Culte catholique, Paroisse Saint-Nicolas-du-Haut-du-Mont[31], Diocèse de Saint-Dié.

## Culture locale et patrimoine

### Lieux et monuments

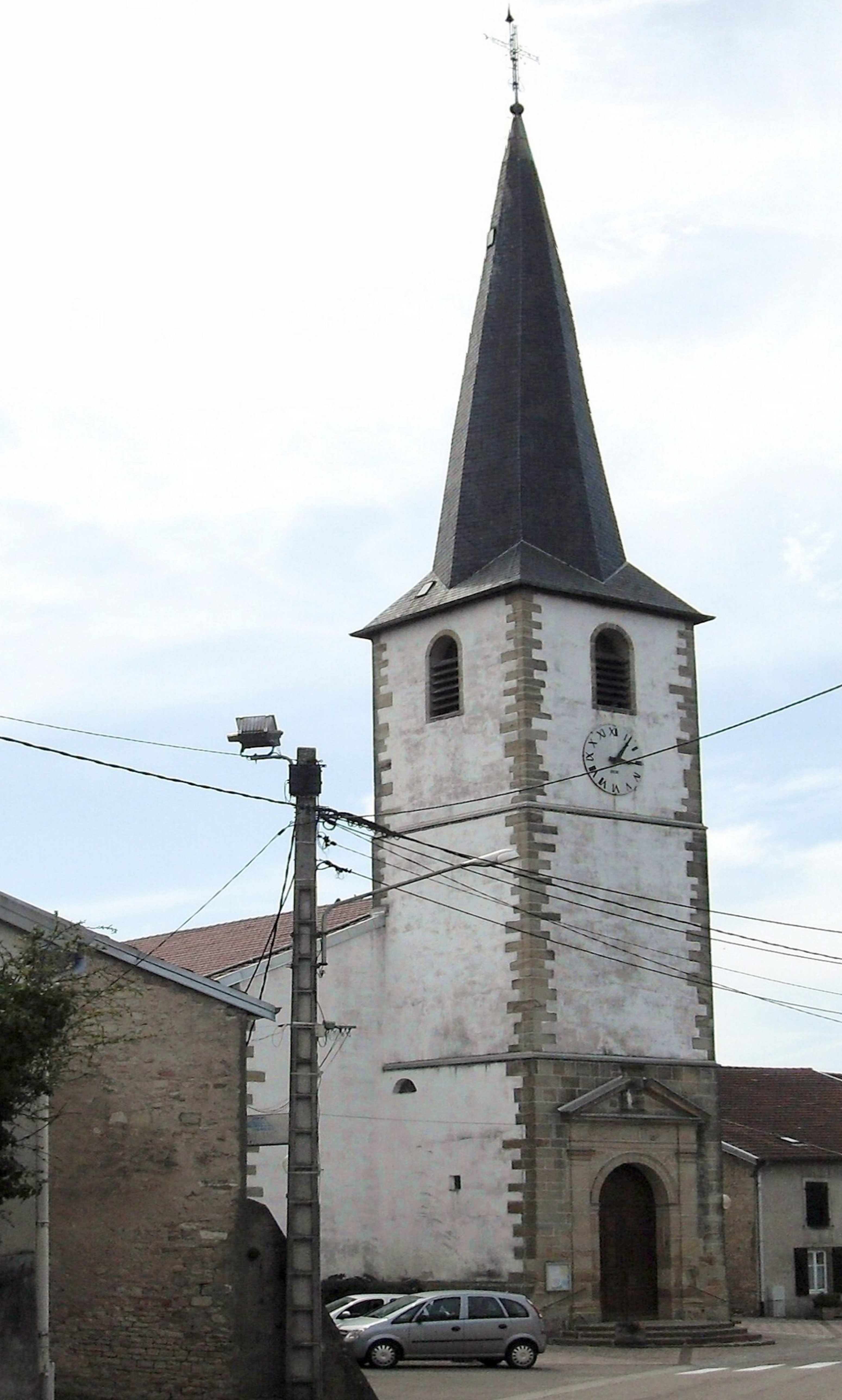
L'église de l'Invention de Saint-Étienne.
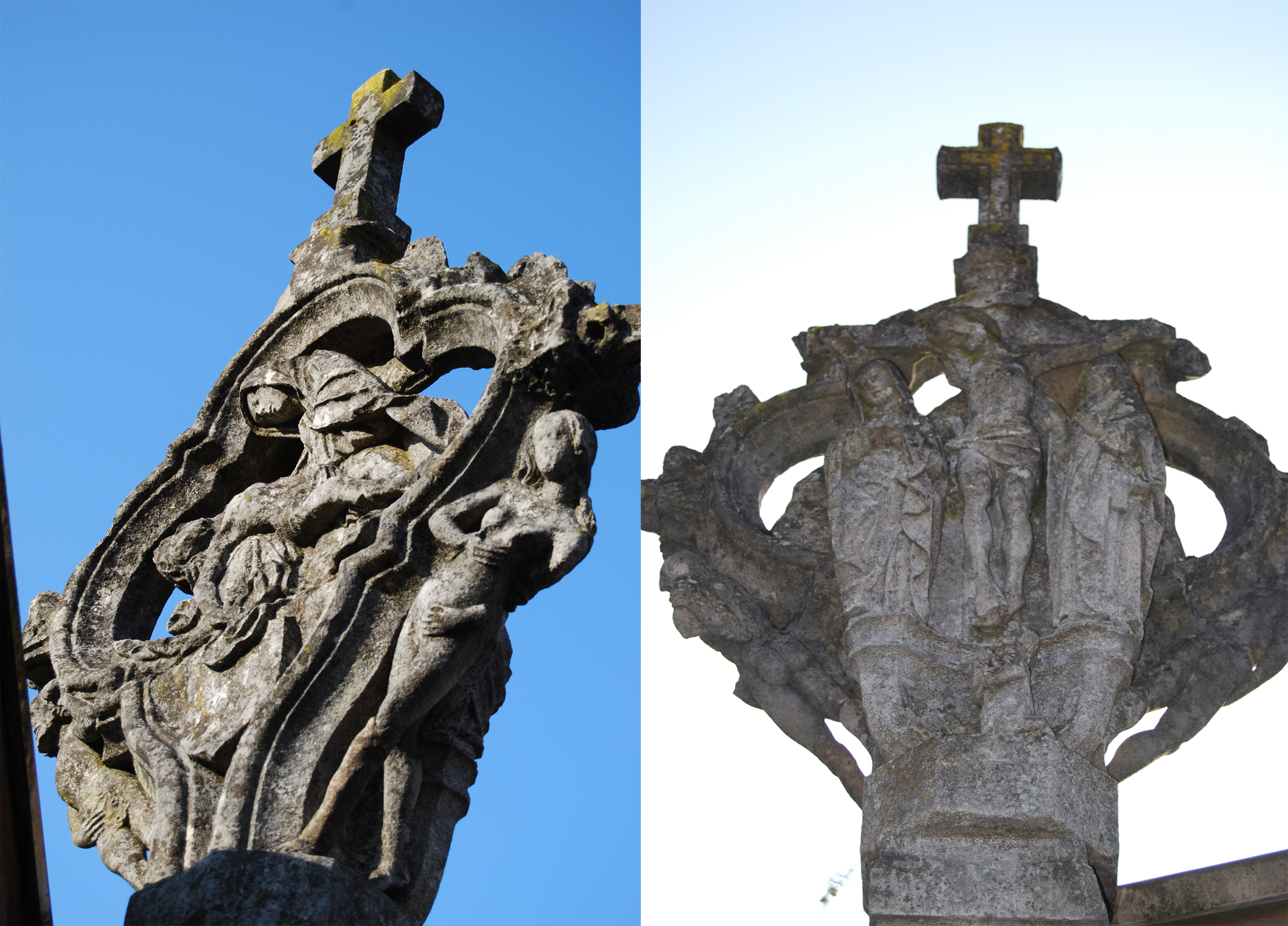
Croix de carrefour.
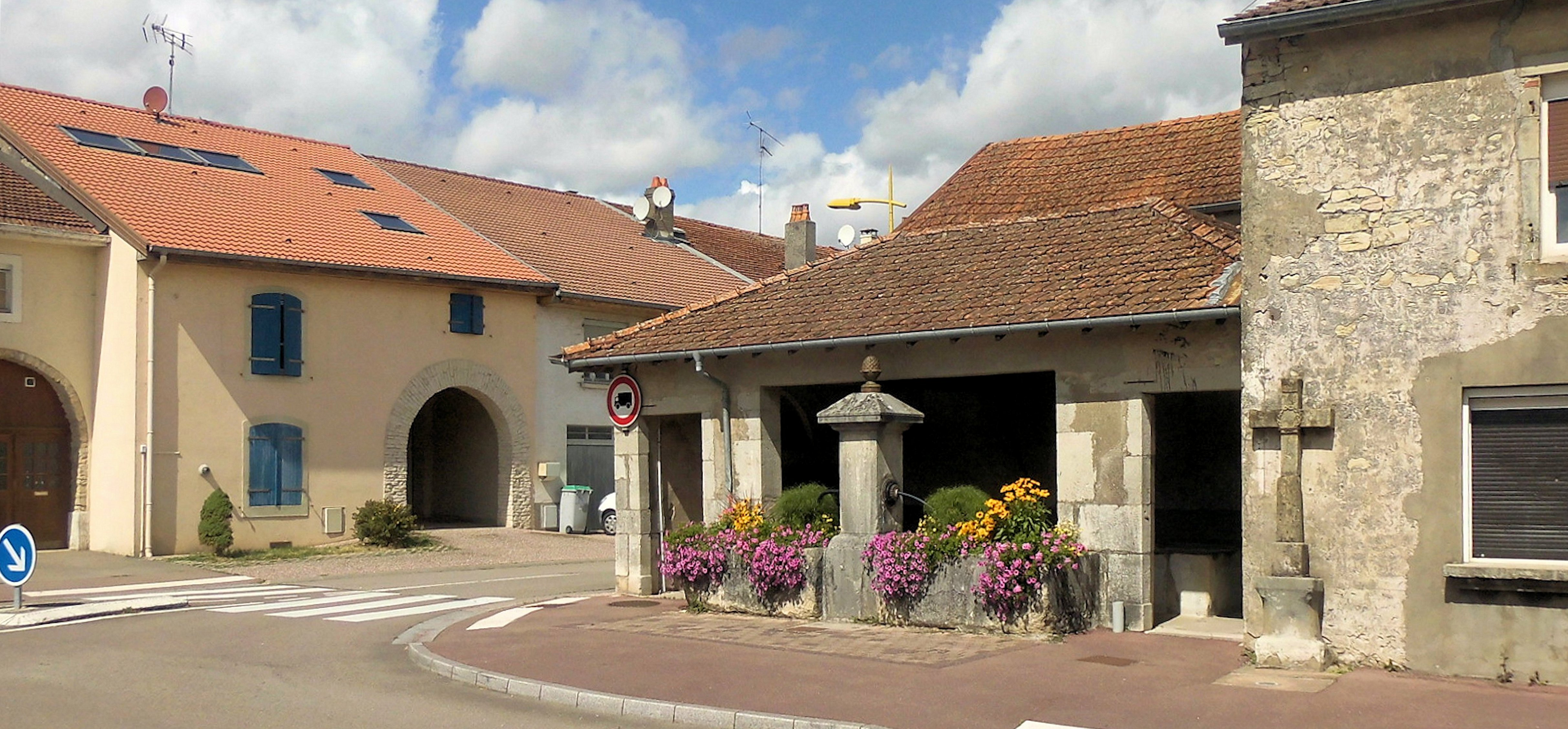
Lavoir au Rue du Pincieux.
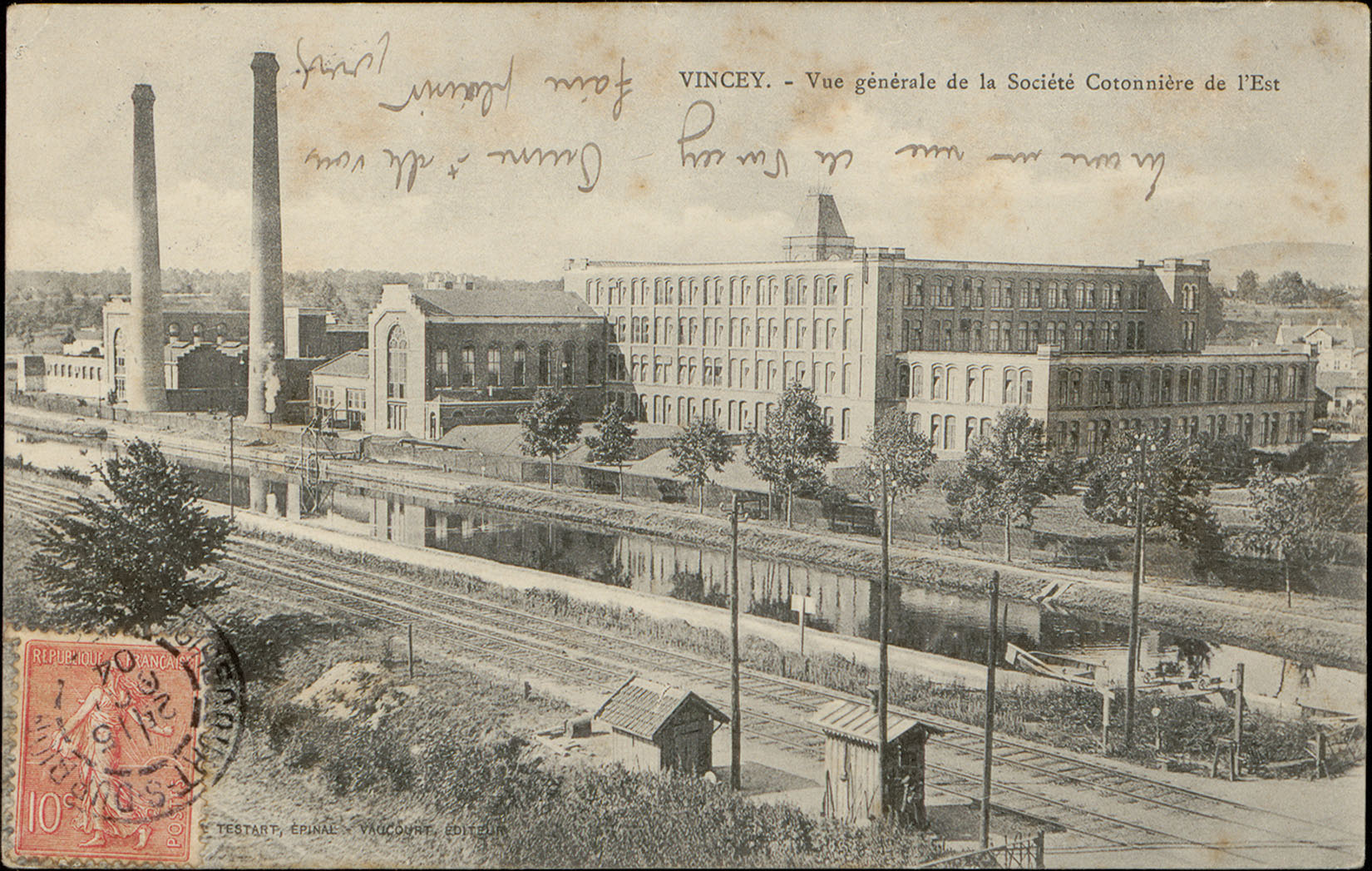
Vue générale de la Société cotonnière de l'Est (carte postale Paul Testart).

- Chapelle Notre-Dame de la Pitié[32],[33].
- Musée militaire[34] dans les murs d'une ancienne usine textile du groupe Boussac[35].
- Église Saint-Étienne,

Confessionnal.
Statue : Vierge de l'Immaculée Conception.
Statue : Saint Nicolas.
avec son grand orgue et son orgue de chœur,,.
- Croix de carrefour du XVIe siècle, au centre du village, classée au titre des monuments historiques par arrêté du 14 juin 1909[42].
- Bâtiment industriel de style anglais, ancienne filature de Vincey[43],[44] inscrite sur l'inventaire supplémentaire des monuments historiques, par arrêté du octobre 1991[45].
- Patrimoine architectural rural recensé par le service de l'Inventaire général du patrimoine culturel[46],[47],[48].

### Personnalités liées à la commune
- Richard Schaller (Vincey, 30 octobre 1946 - Nancy, 31 juillet 2007)
  - Premier prix des Poètes Lorrains[49].
  - Deuxième prix international de Poésie[50].

### Héraldique
| Blason | Blasonnement : D'argent au chou de sinople soutenu par une divise abaissée d'or posée sur une terrasse de gueules, à trois usines d'argent à dextre, et au village de même à senestre, brochant sur le tout. Commentaires : Le chou était la culture locale traditionnelle. Les trois usines représentent les trois industries du lieu, électricité, métallurgie et coton, et le village symbolise la population rurale. |

## Pour approfondir